# Boussu-en-Fagne
Pour les articles homonymes, voir Boussu et Fagne.
Boussu-en-Fagne ou Boussu-en-Fagnes (en wallon Boussu-el-Fagne) est un village belge sur l'Eau Blanche, à 4 kilomètres au nord de la ville de Couvin, dans la province de Namur, à laquelle il est administrativement rattaché. Commune bornée au nord par Senzeilles et Cerfontaine, à l’est par Frasnes-lez-Couvin, au sud par Couvin, et à l’ouest par Dailly. C'était une commune à part entière avant la fusion des communes de 1977.
Boussu se trouve sur le territoire du Parc national de l'Entre-Sambre-et-Meuse (ESEM).

## Évolution démographique
- Source: DGS, 1831 à 1970=recensements population, 1976= habitants au 31 décembre

## Histoire
Le site de Boussu-en-Fagne a été occupé dès l’époque préhistorique : outillage tardenoisien et marchets
avec tombe à incinération. On a découvert une vaste villa non loin d’une voie romaine secondaire ainsi que des sépultures mérovingiennes.
Boussu, avec Couvin et ses dépendances, est achetée, en 1096 par Otbert, prince-évêque de Liège, au comte de Hainaut. Dès le milieu du XIIIe siècle, les seigneurs du lieu sont traditionnellement prévôts héréditaires de Couvin. Le premier connu est Walter de Boussu au début du XIIIe siècle. Il est peut-être issu de la Maison de Rumigny-Florennes. Au XVIe siècle, la seigneurie passe par mariage à la famille de Fay avant de brièvement revenir à la famille de Boussu.
Le château fut détruit en 1555 par le prince d'Orange. En 1632, la localité est ravagée par les troupes espagnoles du gouverneur de Chimay. À cette époque, plusieurs sorcières sont exécutées à Boussu.
En 1568, la seigneurie est achetée par un riche bourgeois de Namur, Jean Marotte, maître de forges, seigneur d'Acoz et déjà propriétaire avec son frère Nicolas de la baronnie de Vierves. Au décès de Jean II de Marotte, en 1625, son gendre Jean de Kiévrain en hérite; en 1786, elle échoit aux barons de Bustancy. Après la mort de la douairière de Bustancy née de Villegas, en 1794, le domaine passera en 1800 à ses neveux du côté Villegas. En raison des lois révolutionnaires destinés à morceler les grandes propriétés, plusieurs familles se retrouvent ainsi co-indivisaires de la seigneurie (de Villegas, Goubau, Xhénémont, de Beughem, van Volden, de Failly, Osy de Zegwaart, Carton de Winnezeelle, Huughe de Peutevin, du Parc, Cornet de Grez etc) jusqu'en 1835, date à laquelle le baron de Mesnil de Volkrange acquiert le domaine.
En 1844, Mme Savary, née Honnorez, sœur des célèbres constructeurs de canaux Augustin et Florent Honnorez, et veuve du maître de forges Pierre Savary en fait l'acquisition, pour l'offrir en 1847 à son petit-fils Auguste Licot de Nismes, à l'occasion de son mariage avec la fille du ministre et comte Coghen. Vers 1855, Auguste Licot entreprend de grandes transformations au château, dans un style néo-gothique, sous la houlette de l'architecte Suys.
En 1869, le château est vendu au comte de Riocour. Sa fille le cèdera en 1896 au comte Charles de Hennequin de Villermont, d'une famille d'origine champenoise propriétaire du château Saint-Roch à Couvin, arrière petit-fils de Madame Savary-Honnorez, qui fut bourgmestre du lieu de 1900 à 1921. Il passa ensuite par alliance à la famille de Montpellier d'Annevoie, connue par les célèbres jardins du château d'Annevoie.  Cette dernière descend également d'une partie des copropriétaires en 1800 (qui tenait le domaine par héritage des Marotte), et des anciens sires de Boussu au Moyen Âge. Le château  ne se visite pas.
Exploitation traditionnelle du bois et élevage du mouton. Moulins, forges et usines dès le XVIe siècle
En 1830, la commune est peuplée de 420 habitants et le hameau de Géronsart compte une vingtaine d’habitations, la plupart construites en bois et en argile. À cette époque, outre l’agriculture et la boissellerie
(boisseaux et objets cintrés en bois), il existe un haut-fourneau, une forge et affinerie, un bocard (pour broyer le minerai de fer) et un moulin à eau.
De 1844 à 1886, la commune était le rendez-vous des chasses à courre du prince Alphonse de Chimay. Celui-ci chassait exclusivement le lièvre avec le célèbre Rallye Beauchamp, dont les propriétaires du château étaient de fervents adeptes.

## Héraldique
| Armes de l'ancienne commune de Boussu-en-Fagne | Les armes de la commune de Boussu-en-Fagne se blasonnent ainsi « ''D'or au double trécheur, fleuronné et contrefleuronné de sable au sautoir alésé de gueules brochant sur le tout qui est de la seigneurie de Boussu-en-Fagne, chargé en abîme d'un écusson d'argent à trois chaudrons de sable, remplis de gueules. L'écu est surmonté d'un heaume d'argent, grillé colleté et liseré d'or, doublé et attaché de gueules, aux bourrelet et lambrequins de sable et d'or. Cimier : une cigogne d'argent aux ailes de sable, membrée, onglée et becquée de gueules Provient des armes des seigneurs de Boussu, membre de la maison des Rumigny pour la partie principale et pour l'écusson central du sieur Jean Marotte anobli en 1630,. » |

## Patrimoine
- Église Saint-Sulpice. Construite par l'architecte Suys de Bruxelles en 1855 en style néo-gothique[6].
- Ferme de la Chapelle, rue de Couvin au lieu-dit Chapelle de Boussu. Elle est dédiée à Notre-Dame de Bonne Rencondre qui fut construite par le seigneur du lieu, Charles-Philippe de Kiévrain en 1664[6].
- Ferme de Palijeât. Construite dans le 3e quart du XIXe siècle par la famille Licot, alors propriétaire du château[7].
- Ferme de la Forge. Déjà citée en 1629 comme propriété du maître de forges Charles Gobert, ensemble semi-clôturé du XVIIIe siècle[7].
- Ferme Mattet. 1re moitié du XVIIIe siècle[8].
- Manoir de la Motte. Datant de la 2e moitié du XVIIe siècle. Ancienne seigneurie qui était séparée de Boussu au début du XVe siècle et relevant du château de Florennes, puis plus tard de Surice. Il est racheté par Nicolas Félix, maitre de forges en 1689 et restée dans sa famille vers 1780[9].
- Château de Boussu. Ancienne seigneurie dépendante de la châtellenie de Couvin. Il fut la propriété de la famille de Boussu pendant le Moyen Âge, dont les membres sont prévôts de la Châtellenie. Le château est en vente en 1568 à Jean Marotte, maître de forges, puis par alliance en 1625 à la famille de Kiévrain. Après la Révolution française, le château appartient successivement en 1844 à la famille Licot maîtres de forges à Nismes, aux Riocour en 1869 et au Villermont en 1896[10].
- Moulin de Boussu, rue de la Station. Remontant au XVIIe siècle[11].

## Galerie

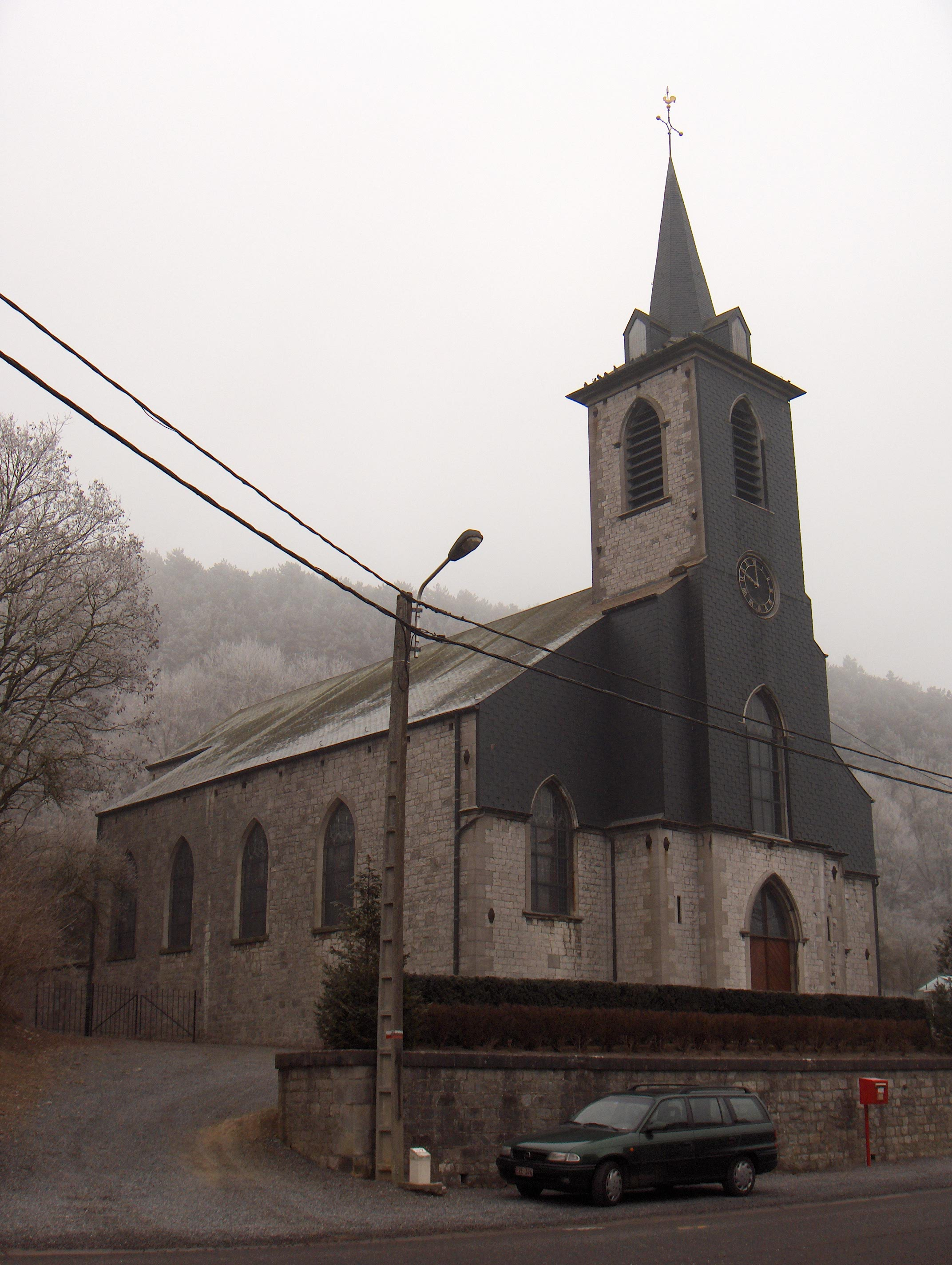
Église.
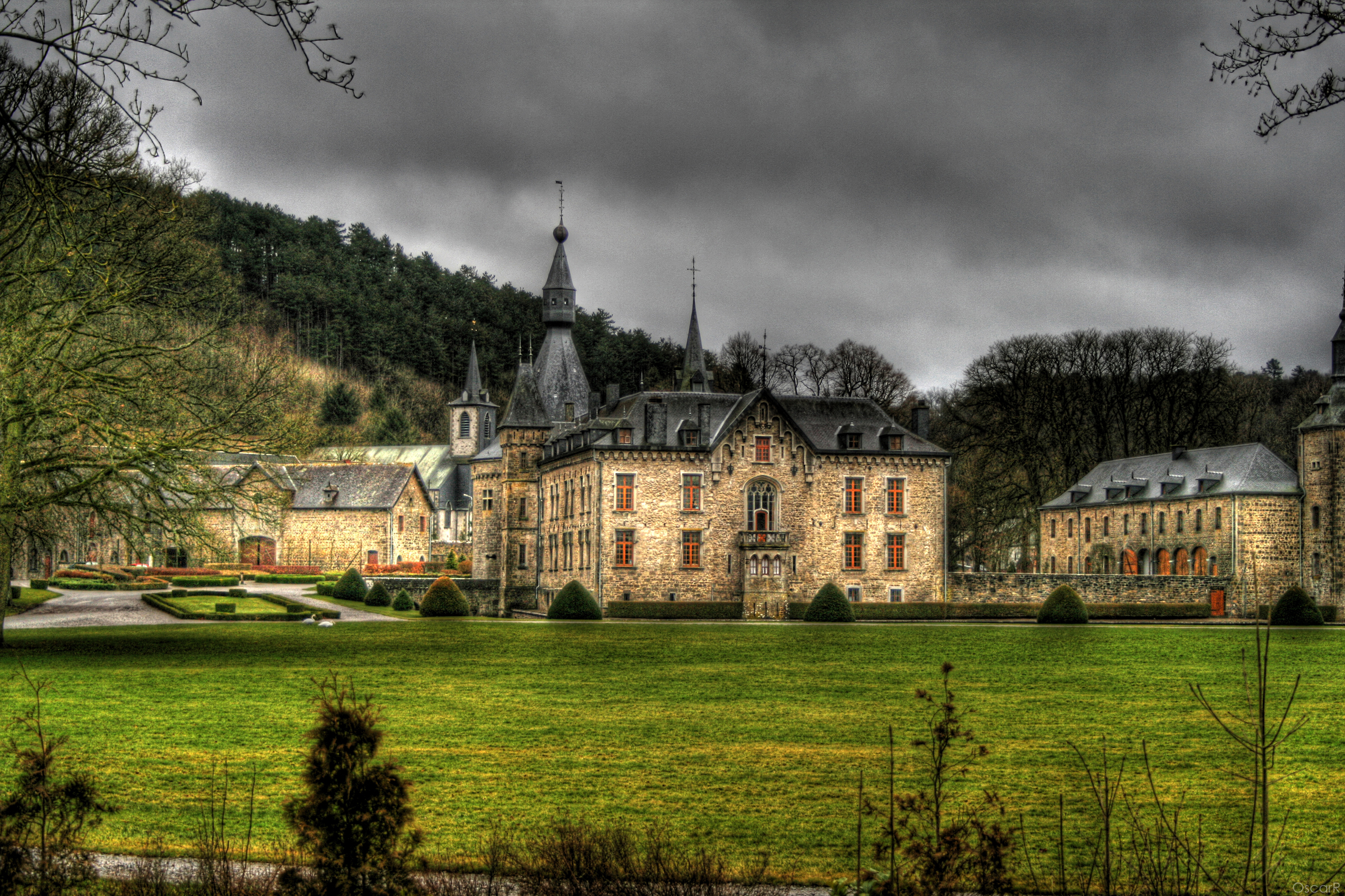
Château.